# Corujão
Os corujões Americanos (América do Norte e do Sul) e os bufos comumente conhecidos como Corujas-águia do Velho Mundo compõem o gênero Bubo, pelo menos como tradicionalmente descrito. O nome do gênero Bubo é o latim para coruja.
Este gênero contém dez espécies que são encontradas em muitas partes do mundo. Alguns dos maiores Strigiformes vivos estão em Bubo. Tradicionalmente, apenas corujas com tufos de orelhas eram incluídas neste gênero, mas esse não é mais o caso.

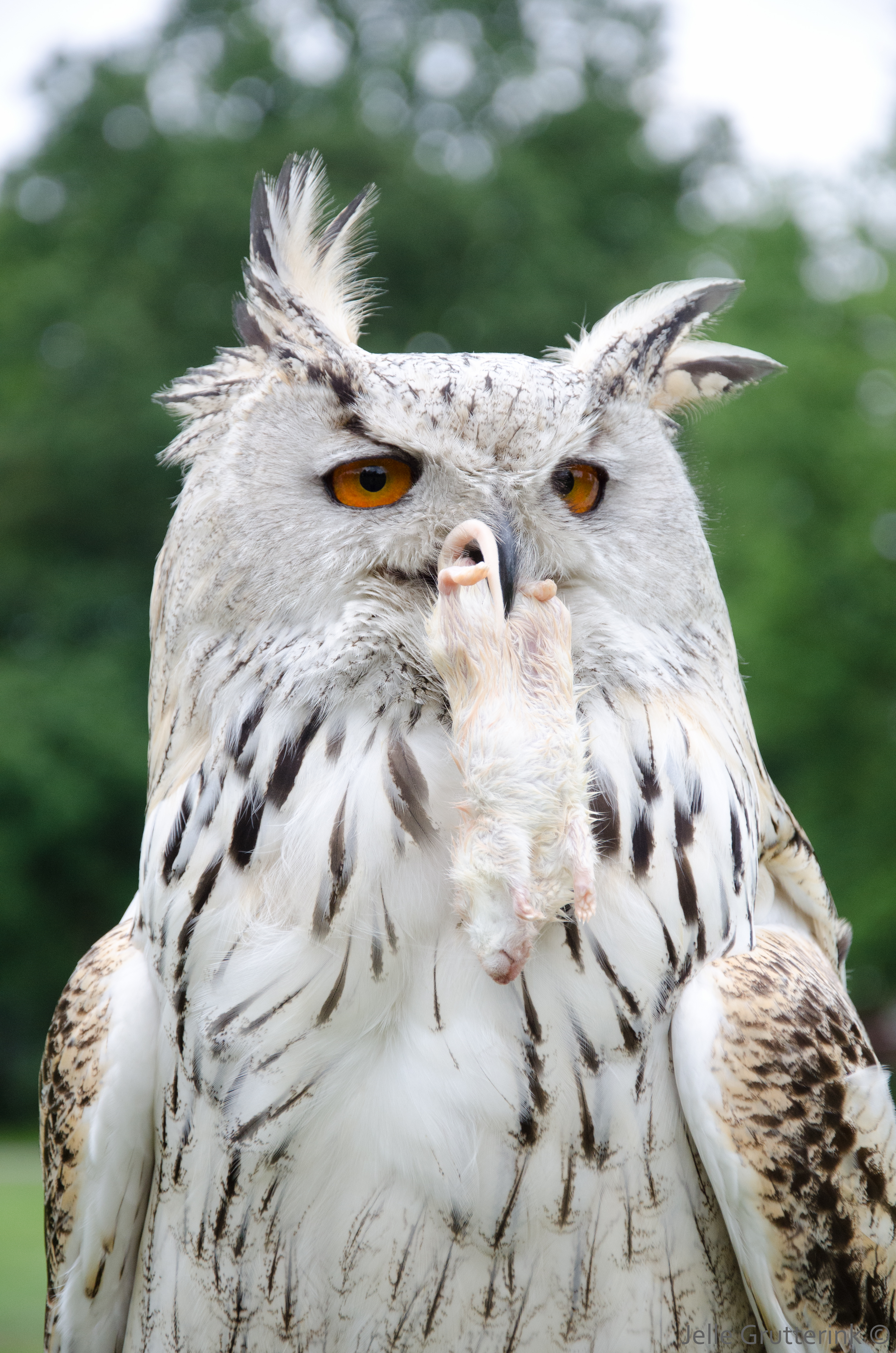
Bufo-real com um rato no bico

## Taxonomia

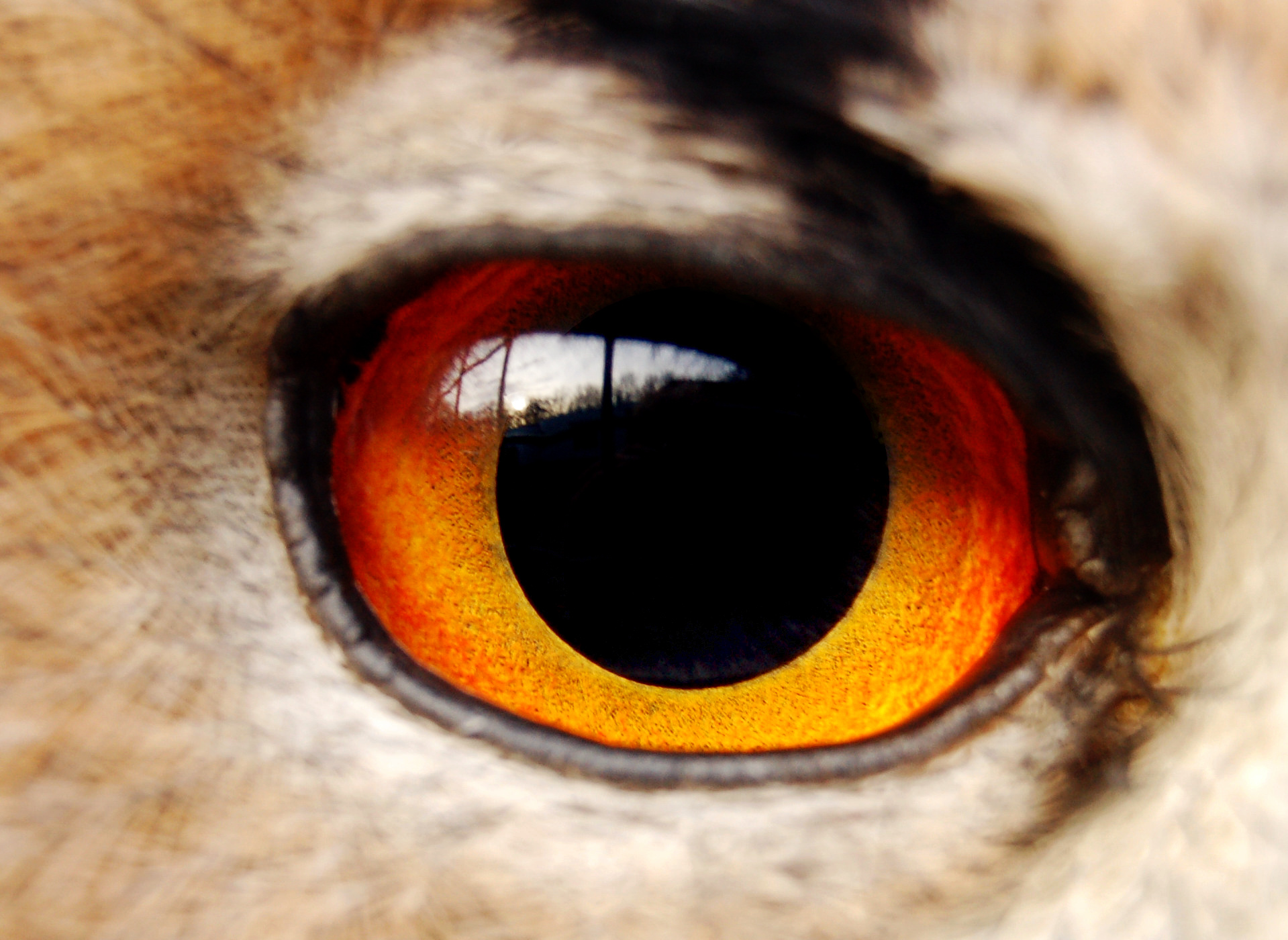
Detalhe de um olho de um bufo

O gênero Bubo foi introduzido em 1805 pelo zoólogo francês André Duméril para os corujões. A espécie-tipo é o bufo-real. A palavra bubo é o latim para o bufo-real e foi usado como epíteto específico para a espécie por Carl Linnaeus em 1758.
Um estudo filogenético molecular publicado em 2020 descobriu que espécies dos gêneros Scotopelia e Ketupa foram incorporados ao clado contendo membros do gênero Bubo, fazendo o gênero Bubo parafilético. Para criar gêneros monofiléticos, nove espécies foram movidas de Bubo para Ketupa.

### Espécies
O gênero contém 10 espécies existentes:
- Coruja-das-neves, Bubo scandiacus
- Jacurutu, Bubo virginianus
- Corujão-chileno, Bubo magellanicus
- Bufo-real, Bubo bubo
- Bufo-indiano, Bubo bengalensis
- Bufo-oriental, Bubo ascalaphus
- Bufo-do-cabo, Bubo capensis
- Bufo-real-árabe, Bubo milesi
- Bufo-cinzento, Bubo cinerascens
- Bufo-malhado, Bubo africanus

Às vezes incluído neste gênero:
- Bufo-de-verraux, Ketupa lactea

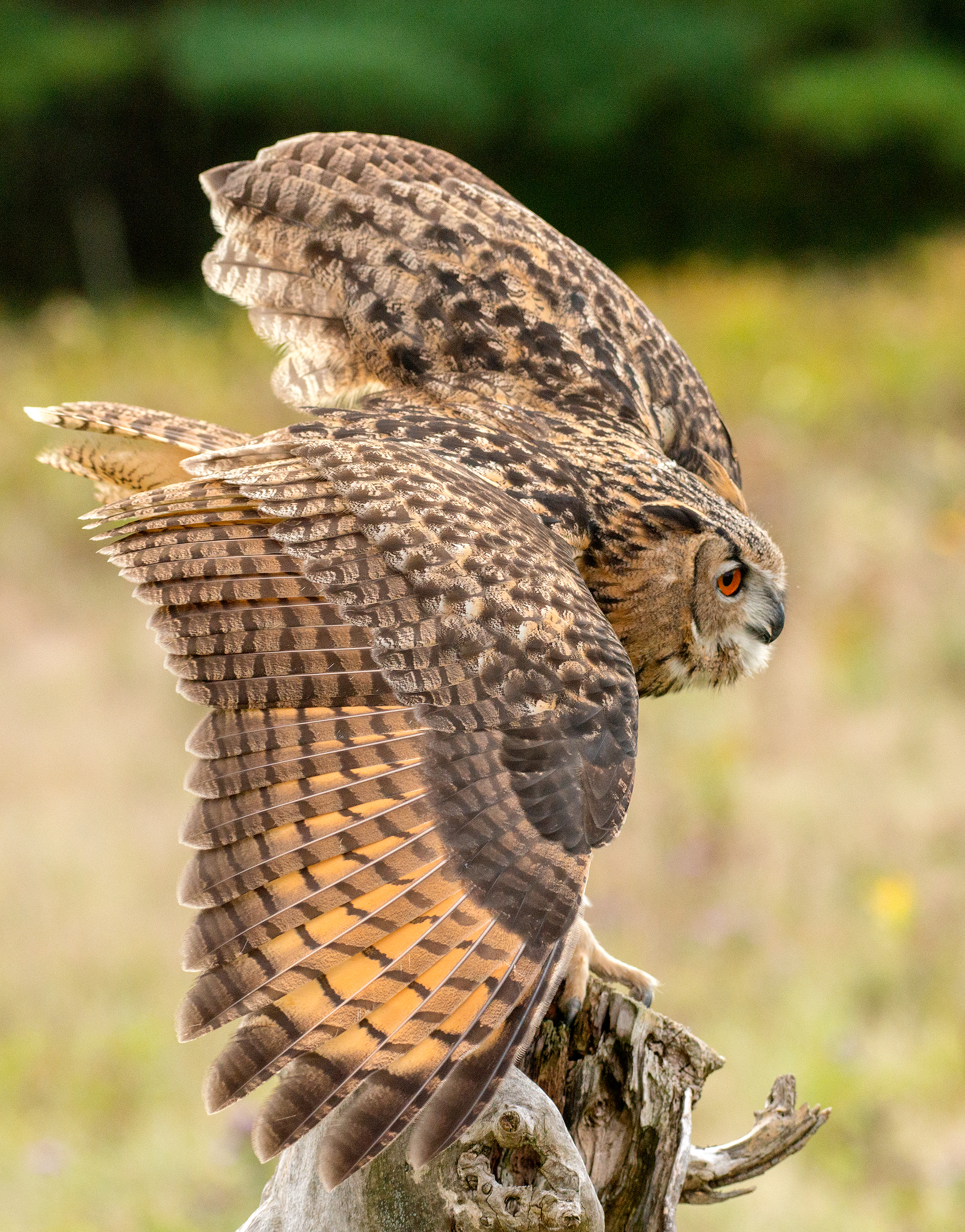
Bufo-real (Bubo bubo)

- Bufo-sarapintado, Ketupa nipalensis
- Bufo-malaio, Ketupa sumatrana
- Mocho-de-crinas, Ketupa poensis
- Bufo-de-cabinda, Ketupa leucosticta
- Bufo-filipino, Ketupa philippensis
- Bufo-sombrio, Ketupa coromanda
- Bufo-barrado, Ketupa shelleyi
- Bufo-pescador-de-blakiston, Ketupa blakistoni
- Bufo-pescador, Ketupa zeylonensis
- Coruja-pescadora, Ketupa flavipes
- Bufo-pescador-bege, Ketupa ketupu
- Corujão-pesqueiro-de-pel, Scotopelia peli
- Coruja-pescadora-ruiva, Scotopelia ussheri
- Corujão-pesqueiro-de-bouvier, Scotopelia bouvieri

### Registro fóssil
Espécies Bubo nomeadas e distintas são:
- Bubo florianae (Mioceno Superior[verificar] de Csákvár, Hungria, provisoriamente colocado aqui)
- Bubo leakeyae (Pleistoceno Inferior da Tanzânia)
- Bubo binagadensis (Pleistoceno Superior de Binagady, Azerbaijão)
- Bubo osvaldoi (Pleistoceno de Cuba)[7]
- Bubo insularis (Pleistoceno da Sardenha)

Alguns fósseis notáveis não descritos de corujões pré-históricos, geralmente restos bastante fragmentados, também foram registrados:
- Bubo sp. (Plioceno Superior de Senèze, França)[8]
- Bubo sp. (Plioceno Superior de Rębielice Królewskie, Polônia; provisoriamente colocado aqui)[9]
- Bubo sp. (Pleistoceno Superior da Caverna de San Josecito, México)[10]

O espécime UMMP V31030, um coracóide do Plioceno Superior da Formação Rexroad do Kansas (EUA), não pode ser conclusivamente atribuído a Bubo ou Strix. Este fóssil é de um táxon semelhante em tamanho ao da jacurutu (B. virginianus) ou à coruja-lapónica (S. nebulosa).
A coruja-de-sinclair (Bubo sinclairi) do Pleistoceno Superior na Califórnia pode ter sido uma paleosubespécie da jacurutu, enquanto a aproximadamente contemporânea Bubo insularis do centro e leste do Mediterrâneo tem sido considerado um sinônimo júnior de uma paleosubespécie do bufo-pescador. Outras paleosubespécies são discutidas na página da espécie apropriada.
Vários supostos fósseis de Bubo acabaram se revelando como sendo de aves diferentes. As corujas-orelhudas do Eoceno Superior/Oligoceno Inferior "Bubo" incertus e "Bubo" arvernensis são agora colocadas nos gêneros fósseis de titonídeos Nocturnavis e Necrobyas, respectivamente. O "Bubo" leptosteus é agora reconhecido como coruja primitiva no gênero Minerva (anteriormente Protostrix). O "Bubo" poirreiri do Oligoceno Superior ou Mioceno Inferior de Saint-Gérard-le-Puy, na França, é agora colocado em Mioglaux.
Por outro lado, o suposto fóssil da garça "Ardea" lignitum do Plioceno Superior de Plaue-Rippersroda (Alemanha) aparentemente era uma coruja e estava próximo de Bubo ou, mais provavelmente, pertence de fato a esse grupo. Devido à sua idade – cerca de 2 milhões de anos atrás, mais ou menos – ela é normalmente incluída no bufo-real atualmente.

## Interações com humanos
Devido a seus hábitos noturnos, a maioria das corujas não interage diretamente com os seres humanos. Entretanto, em 2015, um bufo em Purmerend, Holanda, atacou cerca de cinquenta pessoas antes de ser capturado por um falcoeiro contratado.